# Warhammer 40,000: Mechanicus
Warhammer 40000: Mechanicus — компьютерная игра в жанре пошаговой стратегии/тактической RPG, вышедшая 15 ноября 2018 года. Разработчиком игры является Bulwark Studios, издателем — Kasedo Games. Игра выпущена на платформах Windows, PlayStation 4, Xbox One и Nintendo Switch. Действие игры происходит в вымышленной вселенной Warhammer 40,000.

## Сюжет игры
Игроку предлагается выступить в роли одного из экспедиционных командиров Адептус Механикус — влиятельной и могущественной организации Империума. Сбор и сохранение знаний и технологий — одна из основных задач Механикус. Один из ковчегов Механикус (огромный космический корабль-база) прибывает на планету Сильва Тенебрис, которая представляет собой гробницу древней и могущественной расы Некронов.
Некроны — существа из «живого металла», бездушные механизмы, среди которых лишь единицы наделены разумом и подобием эмоций. Цель некронов проста — уничтожить тех, кто посмел вторгнуться в их владение и потревожить их покой.
Прорываясь с боями через лабиринты древней гробницы, техножрецам Механикус предстоит исследовать и изучить это загадочное и зловещее место, а также обрести крупицы знаний древних, которые как магнит притягивают адептов культа Омниссии, несмотря на их смертельную опасность.

## Игровой процесс
Игра строится на прохождении ряда миссий, которые игрок может выбирать из нескольких предложенных вариантов. На задание можно взять отряд из четырёх техножрецов и усиление в виде отряда бойцов-сервиторов. В каждой миссии происходит несколько боевых столкновений отряда исследователей с некронами. Между боевыми сценами игроку предлагается выбирать маршрут отряда и в некоторых случаях выбрать варианты действий в событиях, эти действия влияют на боевые столкновения и награду за миссию. Между миссиями игрок может переоснащать и улучшать персонажей, улучшать отсеки корабля-ковчега, что даёт доступ к новым предметам и бойцам.
Базовые игровые механики боевых столкновений в целом похожи на игру 2012 года XCOM: Enemy Unknown. Однако, ряд особенностей боевых локаций и возможностей подконтрольных персонажей и противников делает игровой процесс непохожим на другие аналогичные игры.

## Дополнения
23 июля 2019 года было выпущено дополнение Heretek.